# Roznětka
Roznětka je primární, roznětný iniciátor velké mohutnosti. Využívá se k aktivaci rozbušek v zapalovačích dělostřelecké, nebo letecké munice, přímo, nebo s využitím zpožďovače. Ke stejnému účelu slouží roznětky i v ženijní munici, kde jsou laborovány v rozněcovačích.
Základní rozdělení roznětek je podle způsobu aktivace, a to na nápichové, třecí a nebo pneumatické roznětky.
Roznětka bývá velmi často nesprávně ztotožňována se zapalovačem.